# Jaïnisme

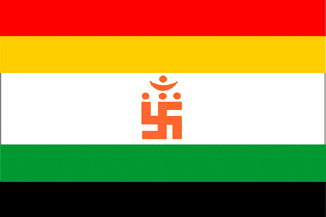
Jaïnvlag door Jaume Ollé met swastika of svastika. Het heiligste jaïnsymbool is de rechtswijzende swastika. Jaïngelovigen hebben de gewoonte om van losse rijstkorrels swastikasymbolen te maken rond het altaar van hun tempel. Linkswijzende swastika's, zoals die in het boeddhisme, worden in de jaïnreligie niet gebruikt. Het swastikasymbool is sinds 3000 v.Chr. in India in gebruik.

Het jaïnisme, dat traditioneel als Jain Dharma (Sanskriet: जैन धर्मः) bekendstaat, is een religie die voornamelijk aanhangers heeft in het westen van India. Het jaïnisme gelooft dat de mensheid onderwezen wordt door tirtamkara's, spirituele en religieuze leraren waarvan Mahavira (vijfde eeuw v. Chr.), een tijdgenoot van Gautama Boeddha, de laatste was. Belangrijke concepten zijn de leer van geweldloosheid (ahimsa), geloof in reïncarnatie, karma en dharma, en verlossing door ascese. Hoewel de aanhangers tegenwoordig slechts een fractie van de bevolking van India uitmaken, is jaïnisme belangrijk geweest voor de ontwikkeling van de Indiase cultuur en filosofie, kunst, architectuur, wetenschappen en politiek. Het heeft ook bijgedragen tot het geweldloze Indiase onafhankelijkheidsstreven van Mahatma Gandhi.
Het woord is afgeleid van jina (overwinnaar), een term die gebruikt wordt voor de tirtamkara's, die hun hartstochten hebben overwonnen. Termen als jaïnisme of jain als aanduiding voor de religieuze identiteit van de gemeenschap of een gelovige dateren pas van de tweede helft van de negentiende eeuw.

## Aanhangers

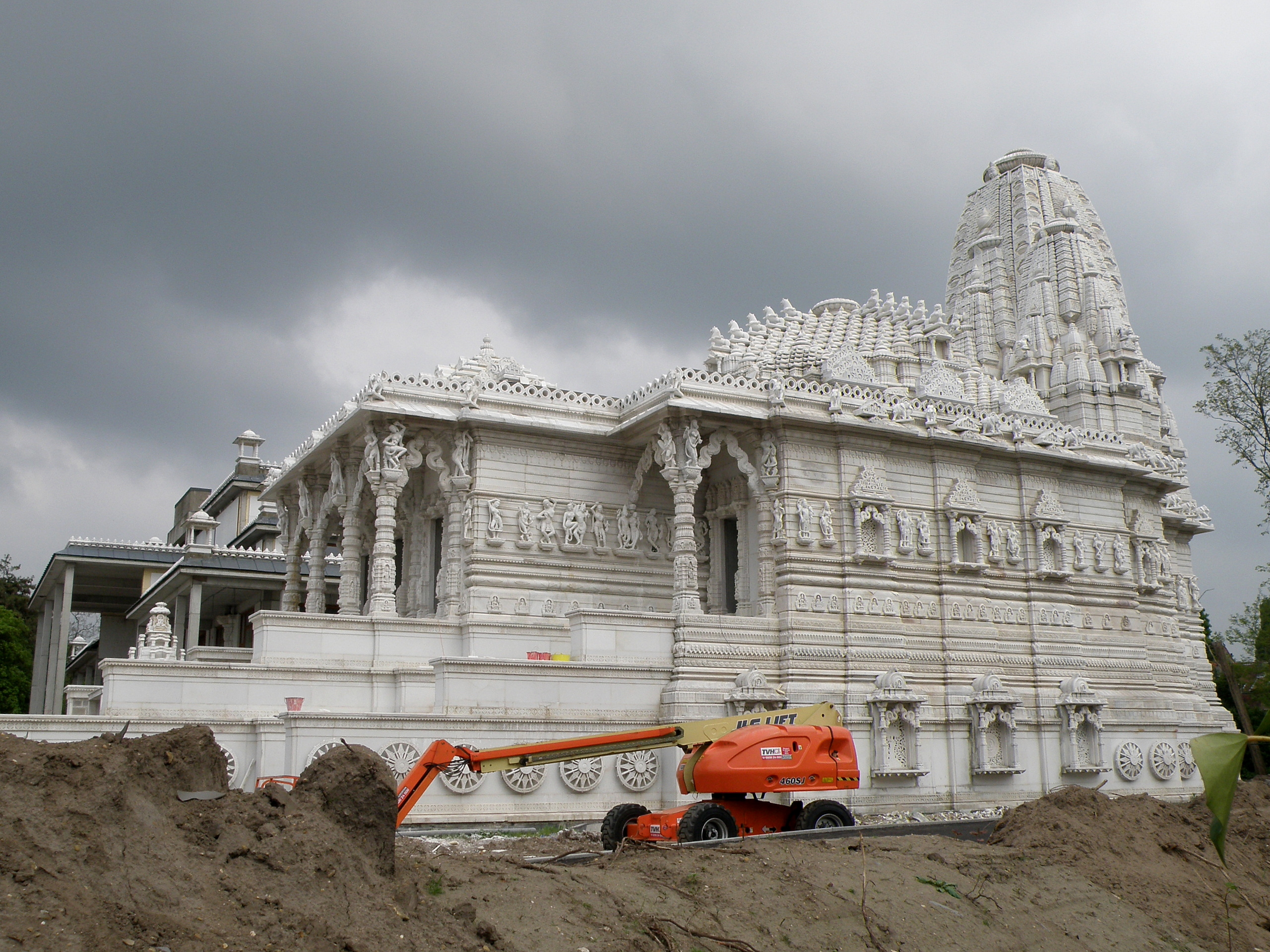
Jaïntempel te Wilrijk

Met ongeveer vier miljoen aanhangers is het jaïnisme een van de kleinste belangrijke wereldreligies. Er zijn in het tweede decennium van de eenentwintigste eeuw ongeveer 6000 nonnen en 2500 monniken. Vanaf de vroegste periode van het jaïnisme zijn nonnen in de beweging aanzienlijk talrijker geweest dan monniken. De volkstelling van 2011 geeft aan, dat ruim 70 % van de jain in de vier westelijke deelstaten Maharashtra, Rajasthan, Gujarat en Karnataka woont. Nog eens 13% woont in Madhya Pradesh in het centrale deel van India. De rest woont verspreid over het land. In India hebben de volgelingen van het jaïnisme de familienaam Jain. Als iemand van buiten de geloofsgemeenschap toetreedt, verandert hij zijn familienaam in Jain. Jaïnisten zullen er alles aan doen om hun kinderen met geloofsgenoten te laten trouwen. In Wilrijk, een deelgemeente van Antwerpen, is de grootste jaïntempel buiten India gebouwd, die in augustus 2010 in gebruik genomen is.

## Historische achtergrond bij het ontstaan
Zowel het jaïnisme als het boeddhisme ontstonden in de vijfde eeuw v.Chr. in Groter Magadha. Een deel van dat gebied maakt deel uit van de Indus-Gangesvlakte, een grote en vruchtbare laagvlakte die het grootste deel van het noorden en oosten van India omvat. Het gebied van het voormalig koninkrijk Magadha dat globaal overeenkomt met de huidige deelstaat Bihar was het eerste gebied waar beide godsdiensten ontstonden. In de vijfde eeuw v.Chr. vonden hier een aantal ontwikkelingen plaats die voor een geestelijk klimaat zorgden dat een voedingsbodem vormde voor op het ontstaan van beide religies.
De eerste was de tweede grote urbanisatiegolf van het zuiden van Azië. In India vond een transformatie plaats van verspreide feodale agrarische gemeenschappen naar koninkrijken met dorpen en grote steden. De Indiase samenleving kende ook toen al een stratificatie van een aantal sociaal-maatschappelijke groepen. De brahmanen, priesters, leraren; kshattriya's, beschermers, krijgers en heersers; vaishya's, ambachtslieden, boeren; shudra's, werkers en dienaren.
De brahmanen waren in een strategische positie om de rollen te gaan vervullen die geletterdheid vergden, zoals administratieve en bestuurlijke functies. Zij trachtten die rollen dan ook voor hun eigen groep te monopoliseren. Dat ontmoette tegenstand van de vorsten. Die tegenstand was het grootst in het gebied Maghada. Dit was ook het gebied waar traditioneel de invloed van de brahmanen minder was dan de meer westelijk gelegen gebieden van India. Een nieuwe stedelijke elite van handelaren was teleurgesteld in het uiterst hiërarchisch georganiseerde en starre ritueel van de Vedische religie. Het op grote schaal offeren van dieren bij die rituelen werd als zinloos ervaren, omdat het geen bevrijding bracht van samsara, de cyclus van dood en wedergeboorte zonder begin en schijnbaar zonder eind.
Zowel het jaïnisme als het boeddhisme bood deze groepen een nieuwe oriëntatie. Beide godsdiensten onderwezen dat verlossing in principe voor iedereen bereikbaar was die bereid was daartoe een leerweg te gaan. Ze legden de nadruk op persoonlijke praktijk en inspanning en niet op theoretische speculatie. De basis berustte op persoonlijke ervaring en niet op de autoriteit van teksten.
De vroege koningen van Magadha, zoals Bimbisara en Ajatashatru worden door zowel het boeddhisme als het jaïnisme als gelovigen van hun religie beschouwd. De koningen van de Nandadynastie waren patroons van het jaïnisme. In de geschriften van het vroege jaïnisme bekeerde Chandragupta Maurya (regeerperiode 322 v. Chr. - 293 v. Chr.) die de Nandadynastie versloeg en het Mauryarijk stichtte zich daarna tot de religie. In die geschriften wordt hij vereerd als een heilige. Ook zijn zoon Bindusara was een patroon van niet-brahmanistische bewegingen, zoals het jaïnisme en het verdwenen ajavikisme. Asoka, de derde koning van de dynastie was meer geïnteresseerd in het boeddhisme, maar zijn beide opvolgers verleenden vooral steun aan het jaïnisme en het ajavikisme.

## Schisma en migratie
Net zoals Gautama Boeddha werd Mahavira geboren in de groep van de kshatriya, de krijgers en heersers. Op de leeftijd van dertig jaar nam hij afstand van wereldse activiteiten en ging in eenzame ascese op zoek naar de spirituele waarheid. Hij vond de verlossing na dertien jaar van wereldverzaking. In de vroegste geschriften wordt gemeld dat hij nabij het huidige Patna overleed als gevolg van sallekhana, een vrijwillig vasten tot de dood erop volgt. Zijn overlijden wordt ook vermeld in meerdere van de vroegste boeddhistische geschriften.
Zowel boeddhisme als jaïnisme startten als een monastieke beweging van monniken en nonnen. Het waren bedelmonniken en bedelnonnen die buiten het regenseizoen rondtrokken en afhankelijk waren van gaven om in hun levensonderhoud te voorzien. Al tijdens het leven van Mahavira vonden enige splitsingen van de beweging plaats. In de derde eeuw v.Chr. vond het belangrijkste schisma plaats dat tot in de eenentwintigste eeuw voortduurt. Het leidde tot een scheiding tussen de Shvetambar (omhuld in wit) en de Digambar (omhuld door lucht). De eerste groep draagt witte kleding. De tweede groep had de overtuiging dat monniken geen kleding dienden te dragen. De Digambar hebben de overtuiging dat verlossing alleen in naaktheid mogelijk is. Het was voor vrouwen onmogelijk geheel ongekleed te zijn. De Digambar hebben dan ook de overtuiging dat vrouwen geen moksha, bevrijding van samsara, kunnen verkrijgen. Pas indien zij wedergeboren worden als man is dat in naaktheid mogelijk. Het schisma verdiepte zich toen een raadsvergadering van Shvetambar in 465 na Chr. een canon van geschriften vaststelde, waar de Digambar van waren uitgesloten. Deze verwierpen dan ook de besluiten van de raadsvergadering. Ook binnen de Shvetembar en Digambar hebben zich meerdere sekten ontwikkeld.
In de periode van de vierde tot zesde eeuw migreerde een groot deel van de jaïnisten naar het westen en ze vestigden zich uiteindelijk in het westelijk en centraal deel van India en met name in het gebied van de huidige deelstaat Uttar Pradesh waar zij meer invloedrijk werden dan in het gebied van Gandhara. Dit waren vooral Shvetembar. De Digambar vestigden zich in het zuiden van India en ontvingen daar aanzienlijke patronage van de vorsten. Van koning Amoghavarsha I (814 – 878), de belangrijkste heerser van de Rashtrakutadynastie, wordt in meerdere geschriften gemeld dat hij vrijwillig afstand deed van de troon om een naakte monnik van de Digambar te worden.

## De Shvetambar-canon
De Digambar kennen geen verzameling van canoniek geachte geschriften. De Tattvartha Soetra is de enige tekst waaraan zowel door Svhetambar als Digambar grote autoriteit wordt toegekend. De door de Shvetambar in 465 na Chr. vastgestelde canon heeft zes secties.
- De twaalf Angas of zijn ledematen. Deze teksten behandelen vooral het leven van de monniken. Het zijn vaak preken over verschillende thema‘s van belang voor de Jains. Zij zijn vaak van dogmatische en mythologische aard. De term Angas heeft de betekenis van wat uit de mond komt (bedoeld wordt uit de mond van Mahavira). In de teksten wordt een vergelijking gemaakt met het lichaam van een mens dat bestaat uit meerdere ledematen. Er wordt mee aangegeven dat de teksten in deze sectie een onverbrekelijk geheel vormen. Het bekendste deel van deze sectie is de Acharanga Soetra.
- De twaalf Upangas of zijn ledematen. Gebaseerd op de vorige sectie zijn het twaalf teksten met nadere uitleg over de Angas.
- De tien Painnas of Verspreide stukken handelen over vrijwel ieder onderwerp dat van belang kan zijn voor de gelovige. Deze teksten zijn zowel proza als poëzie. Een deel heeft qua onderwerp en opzet grote gelijkenis met de boeddhistische tekst over gedragsregels van de vinaya uit de Pali-canon. De belangrijkste tekst is de Kalpa-soetra die feitelijk een biografie van enkele tirthankara’s is.
- De Cheya-soetras. Ook deze teksten bevatten regels voor monniken en nonnen in hun monastiek bestaan. Het woord Cheya in Prakrit, in Sanskriet Cheda, heeft de betekenis van verminderen. De teksten handelen over het verminderen van gezag van iemand die de monastieke regels overtreedt.
- Individuele teksten. Deze teksten hebben een meer encyclopedisch karakter.
- De vier Mela-Soetras. De eerste tekst hiervan is de Uttaradhyana-Soetra, de in het westen meest bekende tekst van het jaïnisme. Het bevat preken, advies voor leerlingen, raad voor monniken en nonnen, parabels, dialogen en balladen. Het wordt geacht een van de laatste toespraken van Mahavira te bevatten.

## Verschillen met het boeddhisme
Het meest karakteristieke kenmerk van vooral het vroege jaïnisme was dat het een vorm van ascese predikt waarin de onderdrukking van activiteit centraal staat. Het zich onthouden van iedere activiteit heeft tot gevolg dat er geen daden plaatsvinden die een negatief effect op het karma hebben. Bij de meer extreme vormen van ascese, hoorde een interpretatie dat het ook eerdere reeds verworven negatieve effecten op het karma kon vernietigen. In de Acharanga Soetra staat weet dat al het lijden voortkomt uit activiteit en geen actie wordt gevonden in degene die alle activiteit gestaakt heeft, wedergeboorte vindt plaats als gevolg van activiteit. De Jains trachtten niet alleen lichamelijke maar ook geestelijke activiteit te staken. Het vroege jaïnisme had dus een helder antwoord op het probleem veroorzaakt door het geloof in karma en wedergeboorte. Geen nieuwe daden meer die negatieve gevolgen hadden voor het karma. Vroegere negatieve effecten op het karma als gevolg van onjuist handelen konden ongedaan gemaakt worden door ascese. Een asceet hoefde niet wedergeboren te worden en kon dus bevrijd worden van de cyclus van samsara.
Het boeddhisme achtte activiteit op zich niet essentieel, maar alleen de intentie daarachter. Er zijn dan ook een aantal vroege boeddhistische teksten waarin de nadruk van het jaïnisme op het zich onthouden van activiteit belachelijk wordt gemaakt. In de Devadaha Sutta heeft Gautama Boeddha een dialoog met een Jain en zegt Als het plezier en de pijn die wezens voelen veroorzaakt wordt door wat gedaan werd in het verleden, dan moeten de Niganthas (Jain) zeer zeker heel slechte dingen in het verleden hebben gedaan, omdat zij nu van die pijnlijke doordringende gevoelens hebben. Boeddhisten wezen deze strenge vormen van ascese af. Zij geloofden ook niet dat eerder verkregen negatieve effecten op het karma tijdens één mensenleven vernietigd of onschadelijk konden worden gemaakt.
De jain kenden een ziel toe aan ieder levend wezen en ook aan planten en water. Niet iedere ziel is in gelijke mate bewust, maar iedere ziel heeft wel de potentiële mogelijkheid tot bewustzijn en geluk. De ziel is inherent perfect. Die opvatting werd door de boeddhisten verworpen.
De jain hanteerden een vergaande vorm van geweldloosheid. Ook de leken bij de jain zouden nooit opzettelijk een bewust wezen het leven ontnemen. Dat had tot gevolg dat zij geen beroepen oefenden die te maken had met visserij, jacht, slager of welke bezigheid dan ook die iets met ontnemen van leven te maken heeft. Het drukken van de eerste jainteksten in de negentiende eeuw door Europese indologen stuitte op groot protest van groepen jain vanwege de wreedheid van de drukpers die kleine organismen zou kunnen vernietigen. Hoewel ook boeddhisten ahimsa voorstonden was de praktijk bij hen minder extreem. Boeddhisten kunnen vlees eten, omdat het eten daarvan niet de intentie heeft een dier te doden. De sociale effecten van hun opvattingen waren voor de jain op de lange termijn overigens positief. De jain ontdekten dat zij hogere inkomsten konden verkrijgen in beroepen als bijvoorbeeld koopman, handelaar, winkelier en bankier.
Het jaïnisme is ook altijd de culturele contacten met het hindoeïsme blijven onderhouden. Men nam deel aan religieuze festivals van het hindoeïsme. Sommige goden uit het pantheon van het hindoeïsme hebben een rol in ceremoniën van het jaïnisme. Het boeddhisme in India zette zich veel scherper af tegen het hindoeïsme.
Het boeddhisme had een sterke drang tot missie en werd later een in omvang veel grotere religie. Die drang ontbrak bij het jaïnisme en dat had ook nauwelijks bekeerden buiten India. Het verval van het boeddhisme in India was voor het jaar 1000 al begonnen. De gevolgen van de daarna volgende islamitische invasies waren een belangrijke oorzaak dat het boeddhisme aan het eind van de veertiende eeuw vrijwel geheel uit India verdwenen was. Ook het jaïnisme had te lijden van die gevolgen, maar wist zich te handhaven. 

## Ontwikkelingen in de negentiende en twintigste eeuw
Vanaf het begin van de Britse koloniale periode in India was er behoefte aan een vorm van rechtsprekend kader voor de bewoners van het gebied. De Britten trachtten die te baseren op heersende gebruiken van etnische groepen binnen het gebied. Het handelde dan vooral om aspecten, zoals huwelijk, scheiding, erfeniskwesties, adopties. 
De eerste fase van deze Anglo-Hindu law begon in 1772 en duurde tot 1864, enkele jaren nadat de bestuurlijke en administratieve bevoegdheden van de Britse Oost-Indische Compagnie waren opgeheven en India formeel een deel werd van het Britse Rijk. In 1864 werd een universeel wetboek van strafrecht in India van kracht, dat op dat gebied de toen bestaande Anglo-Hindu law en Anglo-Moslim law verving. Het personen- en familierecht bleef voor de moslims gebaseerd op de sharia en op dat gebied bleef ook de Anglo-Hindu law van kracht voor alle hindoes, sikhs, boeddhisten en jain. In de wetenschap werd het jaïnisme pas in 1879 erkend als een zelfstandig te onderscheiden religie, nadat Hermann Jacobi dit in zijn werk Kalpasūtra of Bhadrabā op basis van oude teksten had kunnen vaststellen.
In 1917 werd Edwin Montagu minister voor Indiase Zaken. Hij stelde een zeer beperkte vorm van zelfbestuur voor, maar ook betere bescherming voor minderheidsgroeperingen in het land. Als gevolg daarvan ontstond in India een beweging van jain met als doel een gezamenlijk politiek front te vormen om op te komen voor de belangen van de jain en de misvattingen over het jaïnisme te bestrijden. In 1926 publiceerde de beweging een eigen versie van een Jaina law. 
De wettelijke status van de leken van de jain bleef betwist tot na de onafhankelijkheid van India in 1947. Ook daarna waren er zowel uitspraken van rechtbanken over het zelfstandige eigen karakter van de religie als uitspraken die dit nuanceerden. Ook een aanzienlijk aantal hindoes bleef het jaïnisme zien als een beweging die onderdeel was van het hindoeïsme en diverse overheidsinstanties op met name het niveau van enkele deelstaten ondersteunden in hun beleid ook die opvatting. Uitvoering van uitspraken van rechtbanken werden ook meestal overgelaten aan de deelstaten.
Als gevolg van de strijd om erkenning van hun rechten als minderheidsgroepering ontstond vanaf eind negentiende eeuw een hervormingsbeweging binnen het jaïnisme. In toenemende mate benadrukte die ook het belang van moderne, seculiere opleidingen. Er werden door de gemeenschap scholen, studentenhuisvesting, bibliotheken gesticht en er werden studiebeurzen mogelijk gemaakt. De jain zijn begin eenentwintigste eeuw de best opgeleide en meest welvarende etnische gemeenschap in India. De groep heeft met 95% het hoogste percentage van geletterdheid in India. (2011)

## Overzicht van de leer

### Eerbied voor het leven
Het jaïnisme leert dat elk levend wezen een individuele en eeuwige ziel is die van zijn eigen acties de oorzaak is. Jaïnisten zien hun geloof als het onderwijzen om te denken en te handelen op een manier die de geestelijke aard van elk leven eerbiedigt. Jaïnisten hebben respect voor alle levende wezens. Daarom vegen ze het pad waarop ze lopen van tevoren schoon met een bezem om de kans dat ze een dier vertrappen te minimaliseren.

### Geweldloosheid
Geweldloosheid, ahimsa, is de centrale leer van het jaïnisme. Het hele doen en laten van de jains is gericht op het niet-schaden van andere levende wezens. Het betreft fysiek geweld, maar ook verbaal en mentaal geweld. Ze voelen dat de wereld dat het meeste nodig heeft en het meeste mist. Het komt aan op het in praktijk brengen van broederschap. De jain moet zich aan vijf hoofdgeloften houden: vrij te zijn van geweld, liegen, stelen, seksueel wangedrag en wereldse gehechtheid. De jain denkt na en mediteert over: vriendschap met alle levende wezens, blijdschap voor hen die (vooral in spiritueel opzicht) verder zijn, mededogen voor alle lijdende wezens, tolerantie of onverschilligheid voor mensen die zich onbeschaafd of slecht gedragen.

### Voedingswetten
Als deel van haar houding tegen geweld, gaat het jaïnisme verder dan veganisme in die zin dat het jaïnistisch dieet ook de meeste wortelgroenten uitsluit (omdat je hiermee belemmert dat de plant verder groeit) en bepaald ander voedsel dat wordt verondersteld onnodig nadelig te zijn voor levende wezens. Jaïnisten eten, drinken en reizen niet na zonsondergang. Het is voor een jaïnist bijgevolg erg moeilijk om te reizen en daarbij de zeer ingewikkelde voedingswetten na te leven.

### Geen schepper
Jaïnisten zien God als een onveranderlijk teken van de zuivere ziel. Dit teken is oneindige Kennis (Ananta Gnana), Waarneming (Darshan), Bewustzijn (Chaitanya) en Geluk (Sukh). Vandaar dat men zegt dat het jaïnisme een religieuze stroming is die geen concept van een schepper-God omvat. Het heelal zelf is eeuwig, zonder begin en ook zonder einde.

## Kleding
Wanneer Svetambara Jains rituelen verrichten, dragen ze doeken, muhapatti, over hun mond en neus om te voorkomen dat er speeksel op teksten of heilige afbeeldingen valt. Het wordt in andere omstandigheden ook gedaan om te voorkomen dat ze insecten inademen.